# Nothoclavulina ditopa
Nothoclavulina ditopa — вид грибів, що належить до монотипового роду  Nothoclavulina. Описаний американським мікологом Рольфом Зінгером у 1970 році.  Вид, знайдений в Аргентині, є анаморфною версією роду Arthrosporella. Узагальнена назва Nothoclavulina - латинське слово "помилкова клавуліна".